# Инкарнация (фильм)
«Инкарнация» (англ. Incarnate) — американский сверхъестественный фильм ужасов режиссёра Брэда Пейтона. Премьера в США состоялась 2 декабря 2016 года, в России — 1 декабря.

## Сюжет
Фильм рассказывает о нетрадиционном экзорцисте (Экхарт), который может использовать подсознание одержимого. Когда его просят изгнать нечисть из 11-летнего мальчика, он вдруг сталкивается лицом к лицу с призраками своего прошлого.

## В ролях
- Аарон Экхарт — Сет Эмбер[7][8]
- Кэрис Ван Хаутен — Линдси Спэрроу[9][10]
- Давид Мазуз — Кэмерон Спэрроу[11]
- Каталина Сандино Морено — Камилла[10]
- Кейр О’Доннелл — Оливер
- Эмили Джексон — Райли
- Мэтью Нэйбл — Дэн Спэрроу
- Каролина Выдра — Анна Эмбер
- Эмджей Энтони — Джейк Эмбер
- Джон Пирруччелло — Генри
- Марк Стегер — Мэгги
- Томас Арана — Феликс
- Марк Генри — вышибала № 2[2]

## Критика
Фильм получил негативные отзывы кинокритиков. На сайте Rotten Tomatoes фильм имеет рейтинг 18 % на основе 28 рецензий со средним баллом 3,5 из 10. На сайте Metacritic фильм имеет оценку 30 из 100 на основе 9 рецензий критиков, что соответствует статусу «в целом неблагоприятные отзывы».